# Megalastrum dorsoglabrum
Megalastrum dorsoglabrum är en träjonväxtart som beskrevs av A. Rojas. Megalastrum dorsoglabrum ingår i släktet Megalastrum och familjen Dryopteridaceae. Inga underarter finns listade.